# Open Ends
Open Ends ist ein Studioalbum der Formation Rope, bestehend aus Frank Paul Schubert, Uwe Oberg, Paul Rogers und Mark Sanders. Die am 17. Juni 2017 im Studio Black Box, Münster, entstandenen Aufnahmen erschienen am 1. Mai 2020 auf Trouble in the East Records.

## Hintergrund
Der Saxophonist Frank Paul Schubert gehört zu einer der wachsenden Zahl von Improvisatoren aus Berlin, der nicht nur Beziehungen zu Musikern seiner Generation, sondern auch zu etwas älteren Musikern und zu einigen im Ausland geknüpft hat, notierte Ken Waxman. In diesem Album ist Schubert in einem Quartett-Ensemble zu hören. Open Ends sei das Resultat einer langjährigen Verbindung, die den Saxophonisten mit dem Landsmann Uwe Oberg sowie zwei Briten verbinde, dem Perkussionisten Mark Sanders und mit Paul Rogers, der einen siebensaitigen Akustikbass spielt. Alle verfügen über umfangreiche Erfahrung in der Zusammenarbeit mit Künstlern wie Evan Parker und Paul Dunmall.

## Titelliste
- Frank Paul Schubert, Uwe Oberg, Paul Rogers, Mark Sanders: Open Ends (Trouble In The East TITE-REC 016)[2]

1. First Movement 36:43
2. Last Movement 35:12

Die Kompositionen stammen von Schubert, Oberg, Rogers und Sanders.

## Rezeption
Die beiden Sätze von Open Ends entwickelten sich mit ähnlicher Intensität und beschleunigten sich stetig durch drückende Keyboard-Arpeggios, Beckenschläge und Bassdrum-Betonung von Sanders, Kontrabassimpulse und verkniffene oder übertriebene Bögen von Schuberts Sopransaxophon, schrieb Ken Waxman in JazzWord. Gleichzeitig sei die technische Finesse so groß, dass die vier Spieler in der Lage sind, die Erzählung gleichzeitig zu definieren und zu analysieren. Im „ersten Satz“ erfolge dies in Form von einzelnen Soli und Duetten, etwa wenn der Bassist seine Streichbewegungen unterhalb des Stegs in eine gemäßigte Tonhöhe verwandle, die auch in einem Cellokonzert nicht fehl am Platz wäre. Angesichts der hochwertigen Improvisationen aller Beteiligten sei es fast schon krass, Schubert speziell hervorzuheben; aber es sei seine musikalische Raffinesse, die dieses Album auszeichne.